# Округ Кливланд (Северна Каролина)
Округ Кливланд (енгл. Cleveland County) је округ у америчкој савезној држави Северна Каролина.

## Демографија
По попису из 2010. године број становника је 98.078, што је 1.791 (1,9%) становника више него 2000. године.
| Група             | 2000.          | 2010.          |
| Белци             | 73.357 (76,2%) | 72.793 (74,2%) |
| Афроамериканци    | 20.155 (20,9%) | 20.332 (20,7%) |
| Азијати           | 669 (0,7%)     | 756 (0,8%)     |
| Хиспаноамериканци | 1.433 (1,5%)   | 2.756 (2,8%)   |
| Укупно            | 96.287         | 98.078         |